# Луїджі
Луїджі (яп. ルイージ, Ruīji, англ. Luigi) — персонаж відеоігор, створений дизайнером Сігеру Міямото для компанії Nintendo. Зазвичай зображується як молодший брат офіційного талісмана Nintendo, Маріо. Вперше з'явився в аркаді Mario Bros., де він був одним з головних персонажів, як і Маріо. Починаючи з його дебюту, Луїджі з'явився у багатьох іграх поряд з Маріо, найчастіше супроводжуючи його в ролі альтернативного ігрового персонажа, але іноді грав роль головного героя (в іграх Mario Is Missing!, Luigi's Mansion).

## Особливості персонажу
Спочатку Луїджі був створений як повністю ідентичний Маріо персонаж, і їх можна було відрізнити тільки за кольором одягу: Луїджі завжди носить зелений комбінезон, а Маріо — червоний. Однак із випуском нових ігор і ускладненням їх сюжету, Луїджі став повноцінним персонажем, який вже відрізняється від свого брата і зовнішнім виглядом, і характером. Зазвичай він боягузливіший, ніж Маріо, але іноді може побороти свої страхи і проявити мужність. В іграх, де Луїджі малюк, він показується як жахливий плакса, але доброзичливий і веселий, а також трохи хоробріший, ніж він же дорослий.
У художньому фільмі 1993 року «Супербрати Маріо» характери Маріо і Луїджі поміняли місцями. Луїджі там відчайдушний авантюрист, вічно шукає пригод на свою голову, в той час як Маріо — навпаки, боязкуватий прагматик-буркотун, якому доводиться слідувати за своїм непосидючим братиком і витягати його з різних неприємностей. До всього іншого, Луїджі, у виконанні Джона Легуізамо, геть-чисто позбавлений свого характерного атрибуту — вусів.

## Появи в іграх
- NES
  - Mario Bros.
  - Super Mario Bros.
  - Super Mario Bros. 2
  - Super Mario Bros. 3
  - Golf
  - NES Open Tournament Golf
  - Dr. Mario
  - Yoshi's Cookie

- Super Nintendo
  - Super Mario World
  - Yoshi's Safari
  - Super Mario RPG: Legend of the Seven Stars
  - Super Mario Kart
  - Yoshi's Cookie

- Virtual Boy
  - Mario's Tennis

- Game Boy
  - Golf
  - Dr. Mario
  - Yoshi's Cookie

- Game Boy Color
  - Mario Tennis
  - Mario Golf
  - Game&Watch Gallery 3

- Nintendo 64
  - Super Mario 64
  - Paper Mario
  - Mario Kart 64
  - Mario Party
  - Mario Party 2
  - Mario Party 3
  - Mario Tennis
  - Mario Golf

- Game Boy Advance
  - Mario&Luigi: Superstar Saga
  - Mario Kart Super Circuit
  - Mario Party Advance
  - Mario Tennis: Power Tour
  - Mario Golf: Advance Tour
  - Mario Pinball Land

- Nintendo GameCube
  - Super Mario Sunshine
  - Paper Mario: The Thousand-Year Door
  - Mario Kart: Double Dash!!
  - Mario Party 4
  - Mario Party 5
  - Mario Party 6
  - Mario Party 7
  - Mario Power Tennis
  - Mario Golf: Toadstool Tour
  - Mario Superstar Baseball
  - Mario Smash Football
  - Super Smash Bros. Melee
  - SSX on Tour
  - NBA Street V3

- Nintendo DS
  - Super Mario 64 DS
  - Mario&Luigi: Partners in Time
  - New Super Mario Bros.
  - Super Princess Peach
  - Mario Kart DS
  - Mario Party DS
  - Mario Hoops 3 on 3
  - Mario&Sonic at the Olympic Games
  - Itadaki Street DS

- Wii
  - Super Paper Mario
  - Super Mario Galaxy
  - Mario Kart Wii
  - Mario Party Wii
  - Mario Super Sluggers
  - Mario Strikers Charged Football
  - Mario&Sonic at the Olympic Games
  - Super Smash Bros. Brawl

- Arcade
  - Mario Kart Arcade GP
  - Mario Kart Arcade GP 2

## Критика
- Луїджі і Маріо зайняли 1 місце в рейтингу «найкращих перефарбованих персонажів комп'ютерних ігор» сайту GamePro в 2009 році.[1]
- Журнал Nintendo Power поставив Луідлжі на п'яте місце в списку своїх улюблених персонажів.[2]
- GameDaily представило Луїджі, як приклад, «забутого хлопця» — одного з 25 архетипів персонажів комп'ютерних ігор [3]